# Alice Blom
Alice Blom (* 7. April 1980 in Oudeschild, Niederlande) ist eine niederländische Volleyballspielerin.

## Karriere
Alice Blom begann mit dem Volleyball in ihrer Heimat bei Tevoko Texel. 1996 kam sie zum niederländischen Erstligisten Olympus Sneek. 2000 wechselte sie zum Ligakonkurrenten VV Pollux Oldenzaal, mit dem sie in den Folgejahren dreimal niederländischer Meister wurde und zweimal den Pokal gewann. 2003 ging Alice Blom in die deutsche Bundesliga zum Meister SSV Ulm Aliud Pharma. Nach dessen Rückzug wechselte sie zum Ligakonkurrenten USC Münster, mit dem sie 2005 deutscher Meister wurde und den DVV-Pokal gewann. 2005/06 spielte sie in Italien bei Yamamay Busto Arsizio. Danach kehrte sie für zwei Jahre in ihr Heimatland zurück, wo sie mit Martinus Amstelveen 2007 und 2008 Meister und Pokalsieger wurde. Danach zog es Alice Blom wieder nach Italien, diesmal zu MC-Carnaghi Villa Cortese. 2009 ging sie in die Türkei zu Fenerbahçe Istanbul, mit dem sie türkischer Meister und Pokalsieger wurde und auch im Finale der Champions League stand. Von 2010 bis 2012 spielte sie in Aserbaidschan für Igtisadchi Baku. Nach einer Erkrankung ihres Vaters kehrte sie in die Niederlande zurück. Hüftprobleme verhinderten zunächst ein Comeback im Profisport. Zum Januar 2016 erhielt sie einen Vertrag beim Schweriner SC. Zur Saison 2016/17 wechselte Blom nach Istanbul zu Yeşilyurt Spor Kulübü.
Alice Blom spielte 315 Mal in der niederländischen A-Nationalmannschaft. Sie nahm an vier Europameisterschaften und an drei Weltmeisterschaften teil. Mit den Niederlanden gewann Blom den Grand Prix 2007. Bei der EM 2009 stand sie im Finale.